# Chemiewehr Uri

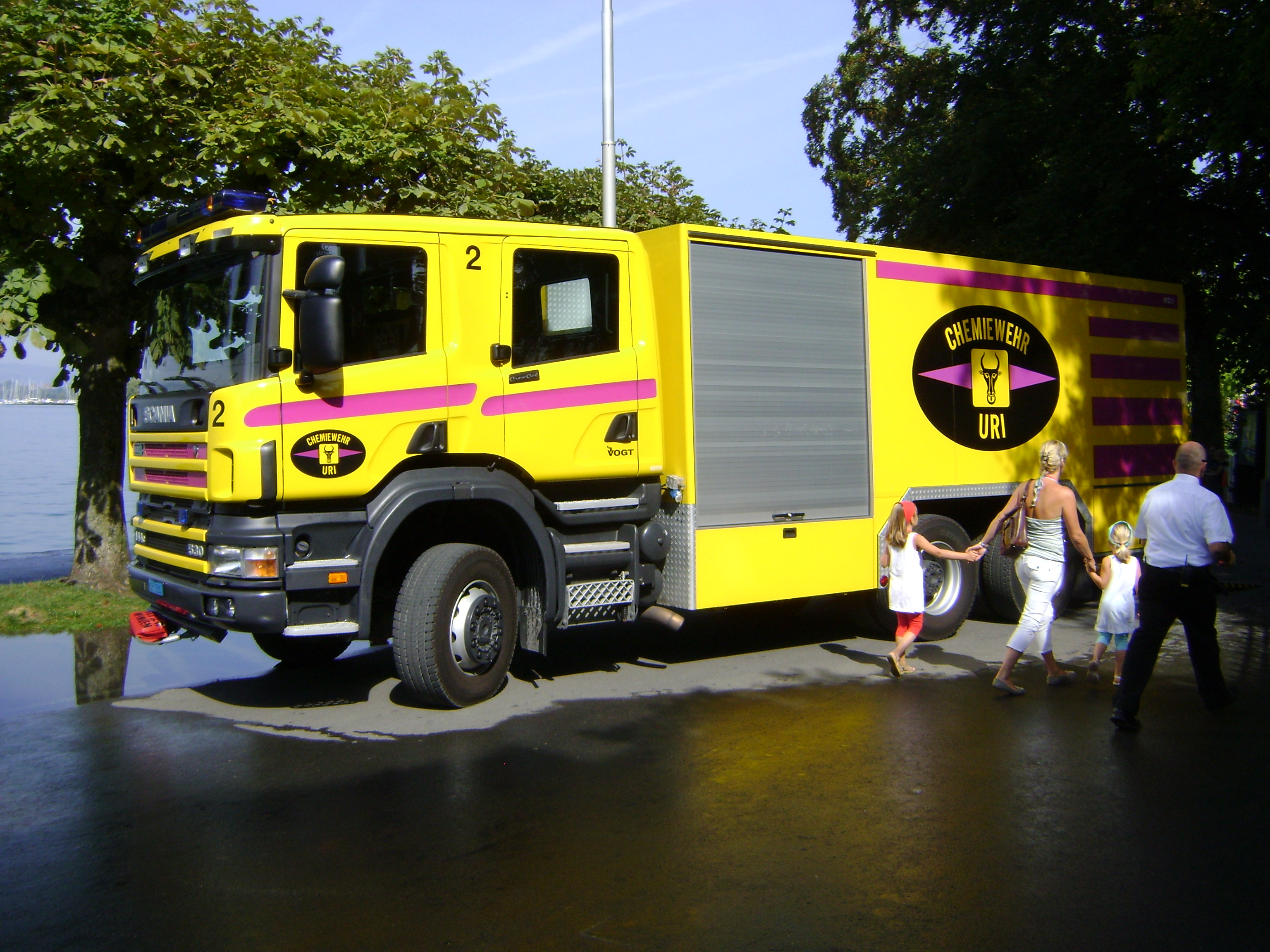
Fahrzeug der Chemiewehr Uri am Vierwaldstättersee

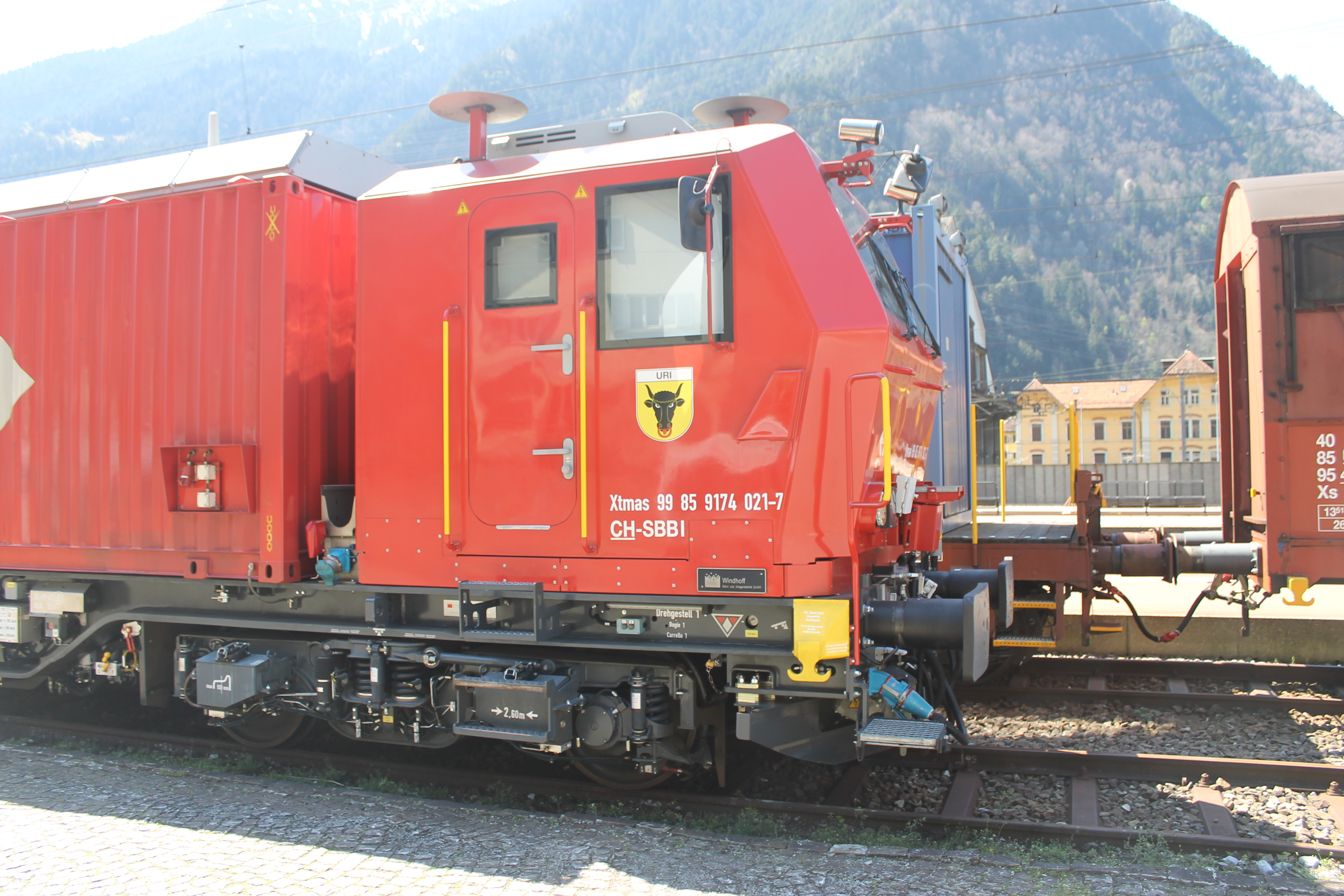
Rettungszug Uri. Im Bild ein Rettungsfahrzeug. Die Chemiewehr Uri besetzt den Zug.

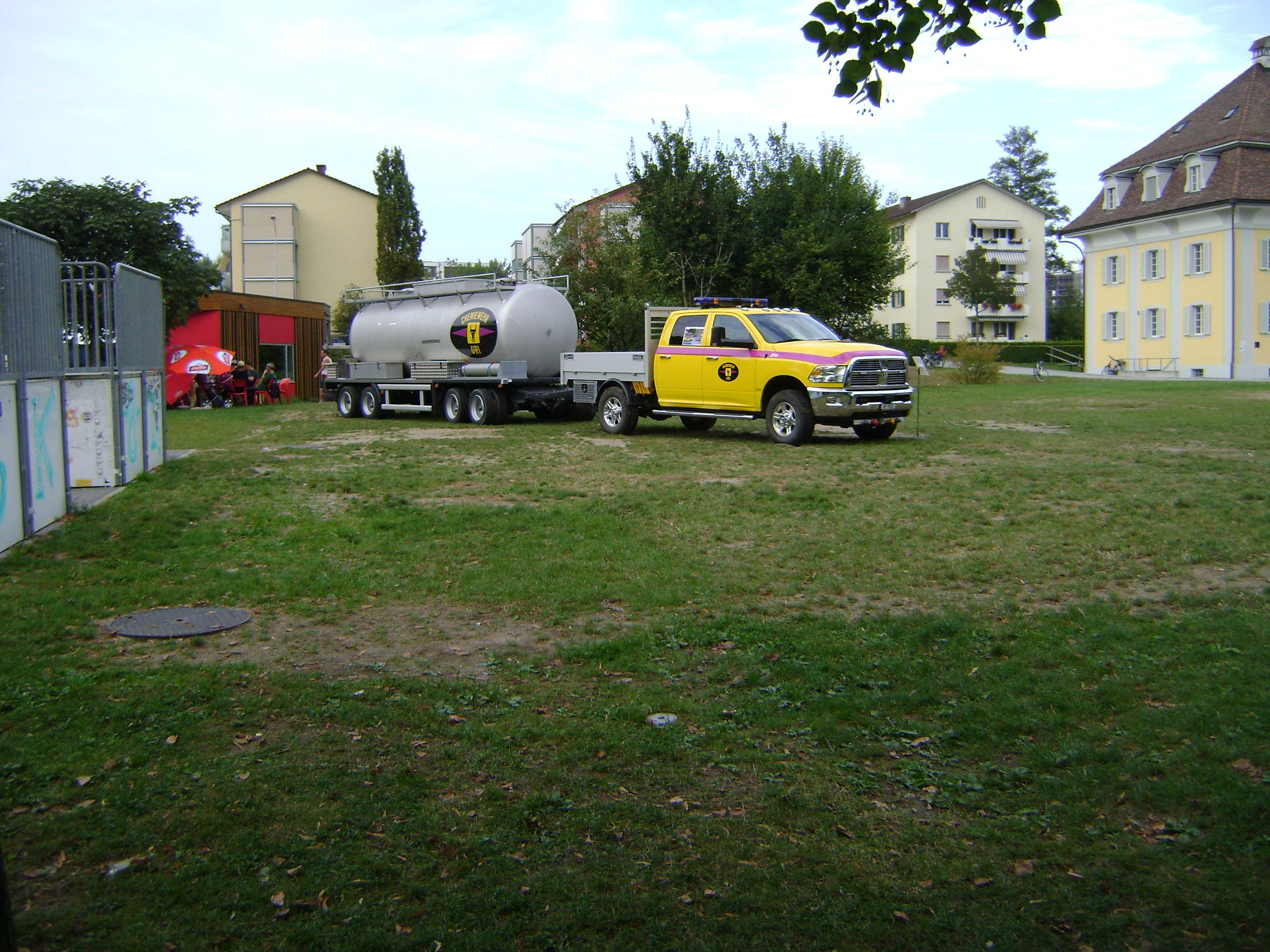
Fahrzeug der Chemiewehr Uri mit Spezial Tank Anhänger

Die Chemiewehr Uri ist eine Feuerwehr des Kantons Uri in der Schweiz. Die Chemiewehr Uri untersteht dem Amt für Bevölkerungsschutz und Militär direkt. Sie wurde 1985 nach Vorgaben des Bundes im Bereich Umwelt- und Gewässerschutz gegründet. Die Feuerwehr ist für das gesamte Kantonsgebiet und für Teile der Kantone Schwyz, Obwalden, Nidwalden und Tessin zuständig. Sie übernimmt die Aufgaben einer Öl-, Chemie- und Strahlenwehr. Die Feuerwehr ist auch für die Besetzung des Rettungszuges des Gotthard-Basistunnels zuständig. Diese Aufgabe übernimmt sie zusammen mit der Betriebswehr SBB Erstfeld und der Rettung Spital Uri. Die Chemiewehr Uri ist zusammen mit dem Veterinären Dienst für den Tierseuchenschutz in den Kantonen Uri, Obwalden, Nidwalden und Schwyz verantwortlich. Auch unterstützt sie die Gemeindefeuerwehren des Kantons Uri auf Anforderung bei der Brandbekämpfung und bei der Technischen Hilfe. Die Feuerwehr ist eine Milizfeuerwehr mit hauptamtlichem Kader. Vor der Gründung der Betriebswehr SBB Erstfeld 2015 galt sie als Betriebsfeuerwehr der Baustelle des Gotthard Basistunnels. Zwischen 1986 und 1995 wurden Aufgaben der Feuerwehr von den Kräften der Betriebsfeuerwehr der Merck & Cie übernommen.

## Personal
Die Feuerwehr rekrutiert ihr Personal aus Mitgliedern der Milizfeuerwehren der Gemeinden des Kantons und Mitgliedern von Betriebsfeuerwehren. Im Grundsatz ist somit jedes Mitglied der Chemiewehr Uri auch noch in einer Gemeinde- oder Betriebsfeuerwehr aktiv tätig. Die Grundausbildung zum Feuerwehrmann ist also schon vorhanden. Die Feuerwehr hält eigene Schulungen im Bereich des ABC-Dienstes ab. Schulungen im Bereich der Tunnelrettung übernimmt die SBB. Die Feuerwehr ist verpflichtet im Schadensfall in den Tunnels des Gotthardmassivs innerhalb von fünfzehn Minuten, fünfzehn Einsatzkräfte dem SBB Rettungszug zur Verfügung zu stellen. Zusammen mit den fünf hauptamtlichen Mitarbeitern der SBB Feuerwehr und zwei Mitarbeitern der Rettung Spital Uri stellt sie die Erstbesatzung des Rettungszuges Uri. Die Feuerwehr agiert auch als Gesamteinsatzleitung bei Tunneleinsätzen.

## Feuerwehrdepots
Das Feuerwehrdepot der Chemiewehr befindet sich auf dem Werksgelände der Dätwyler AG in Altdorf. Es befindet sich in einem der Fabrikgebäude und besteht aus einer großen Einstellhalle, welche auch gleichzeitig als Lager, Aufenthaltsraum und Umkleide dient. Auch stehen weitere Sozialräume und Büros zur Verfügung. Ein weiteres Depot befindet sich zwischen Altdorf und Attinghausen nahe dem Fluss Reuss. Zusätzlich besitzt sie ein weiteres Depot in Biasca im Kanton Tessin.

## Fahrzeuge
Neben den Fahrzeugen einer Ölwehr verfügt die Feuerwehr über mehrere Spezialfahrzeuge zur Tunnelrettung. So betreibt sie mehrere Rüstfahrzeuge und Atemschutzfahrzeuge für Pressluftatmer und Kreislaufgeräte. Die Fahrzeuge werden von der SBB gestellt. Auch verfügt sie über mehrere Fahrzeuge und Anhänger mit Schwemmholzsperren und Ölsperren. Auch für Tierseuchen werden Fahrzeuge vorgehalten zum Beispiel einen Vogelgrippeanhänger. Bei der Chemiewehr werden primär US-amerikanische Fahrgestelle eingesetzt, die Aufbauten stammen aus der Schweiz. Begründet wird dies mit dem im Bergkanton Uri benötigten Allradantrieb und der überaus starken Motorisierung der US-amerikanischen Modelle.